# Listă de filme de groază din 1996
Aceasta este o listă de filme de groază din 1996.
| Titlu                                           | Regizor                                 | Distribuție                                                         | Țara                                       | Note            |
| ----------------------------------------------- | --------------------------------------- | ------------------------------------------------------------------- | ------------------------------------------ | --------------- |
| Aatank                                          | Prem Lalwani                            | Amjad Khan, Disco Shanti, Hema Malini                               | India                                      | [ 1 ]           |
| Amityville Dollhouse                            | Steve White                             | Robin Thomas, Starr Andreeff, Allen Cutler                          | Statele Unite ale Americii                 | Direct-to-video |
| Bad Moon                                        | Eric Red                                | Mariel Hemingway, Michael Paré, Mason Gamble                        | Statele Unite ale Americii                 | [ 2 ]           |
| Carnosaur 3: Primal Species                     | Jonathan A. Winfrey                     | Scott Valentine, Janet Gunn, Rick Dean                              | Statele Unite ale Americii                 | [ 3 ]           |
| Children of the Corn IV: The Gathering          | Greg Spence                             | Naomi Watts, Karen Black, William Windom                            | Statele Unite ale Americii                 | Direct-to-video |
| The Craft                                       | Andrew Fleming                          | Fairuza Balk, Neve Campbell, Rachel True                            | Statele Unite ale Americii                 | [ 5 ]           |
| Dead of Night                                   | Kristoffer Tabori                       | Diana Frank, Tanya Newbould, Robert Knepper                         | Statele Unite ale Americii                 | [ 6 ]           |
| The Dentist                                     | Brian Yuzna                             | Corbin Bernsen, Linda Hoffman, Molly Hagan                          | Statele Unite ale Americii                 | [ 7 ]           |
| Ebola Syndrome                                  | Herman Yau                              | Anthony Wong Chau-Sang, Fui-On Shing, Yeung-ming Wan                | Hong Kong                                  | [ 8 ]           |
| Eko eko azaraku II                              | Shimako Sato                            | Kimika Yoshino, Akira Otano, Miho Fukuya                            | Japonia                                    | [ 9 ]           |
| Fear                                            | James Foley                             | Mark Wahlberg, Reese Witherspoon, Alyssa Milano                     | Statele Unite ale Americii                 |                 |
| Feeders                                         | Mark Polonia, Jon McBride, John Polonia | Melissa Torpy, Sebastian Barran, Maria Blanc                        | Statele Unite ale Americii                 |                 |
| The Frighteners                                 | Peter Jackson                           | Michael J. Fox, Trini Alvarado, Peter Dobson                        | Noua Zeelandă · Statele Unite ale Americii | [ 10 ]          |
| From Dusk Till Dawn                             | Robert Rodriguez                        | George Clooney, Harvey Keitel, Quentin Tarantino                    | Statele Unite ale Americii                 | [ 11 ]          |
| The Ghost and the Darkness                      | Stephen Hopkins                         | Val Kilmer, Emily Mortimer, Michael Douglas                         | Statele Unite ale Americii                 |                 |
| Goblet of Gore                                  | Andreas Schnaas                         | Bela B., Vivian Giaretti, Per Gilomen                               | Germania                                   |                 |
| Head of the Family                              | Charles Band                            | Blake Bailey, Bob Schott, J.W. Perra                                | Statele Unite ale Americii                 | [ 12 ]          |
| Hellraiser: Bloodline                           | Alan Smithee, Kevin Yagher              | Bruce Ramsay, Valentina Vargas, Doug Bradley                        | Statele Unite ale Americii                 | [ 13 ]          |
| Jack Frost                                      | Michael Cooney                          | Christopher Allport, Stephen Mendel, F. William Parker              | Statele Unite ale Americii                 |                 |
| Lawnmower Man 2: Beyond Cyberspace              | Farhad Mann                             | Trever O'Brien, Ellis Williams, Castulo Guerra                      | Statele Unite ale Americii                 |                 |
| Licántropo                                      | Francisco Rodríguez Gordillo            | Paul Naschy, Amparo Muñoz, Antonio Pica                             | Spania                                     |                 |
| Life Among the Cannibals                        | Harry Bromley Davenport                 | Juliet Landau, Wings Hauser, Bette Ford                             | Statele Unite ale Americii                 | [ 14 ]          |
| Pinocchio's Revenge                             | Kevin Scannell                          | Candace McKenzie, Lewis Van Bergen, Ivan Gueron                     | Statele Unite ale Americii                 | [ 15 ]          |
| Poltergeist: The Legacy                         | Richard Barton Lewis                    | Helen Shaver, Derek de Lint, Robbi Chong                            | Canada · Statele Unite ale Americii        |                 |
| Polymorph                                       | J.R. Bookwalter                         | Jennifer Huss, Michael Ruso, Ariauna Albright                       | Statele Unite ale Americii                 | [ 16 ]          |
| Reindeer Games                                  | Shayne Worcester                        | Kyle Rankin, Paul Drinan, Efram Potelle                             | Statele Unite ale Americii                 |                 |
| Scream                                          | Wes Craven                              | Neve Campbell, Courteney Cox Arquette, David Arquette, Rose McGowan | Statele Unite ale Americii                 | [ 17 ]          |
| Tales from the Crypt Presents Bordello of Blood | Gilbert Adler                           | Dennis Miller, Erika Eleniak, Angie Everhart                        | Statele Unite ale Americii                 | [ 18 ]          |
| Thinner                                         | Tom Holland                             | Robert John Burke, Joe Mantegna, Lucinda Jenney                     | Statele Unite ale Americii                 | [ 19 ]          |
| Tremors II: Aftershocks                         | S. S. Wilson                            | Fred Ward                                                           | Statele Unite ale Americii                 | Direct-to-video |
| Trilogy of Terror II                            | Dan Curtis                              | Lysette Anthony, Geraint Wyn Davies, Matt Clark                     | Statele Unite ale Americii                 | Television film |
| The Uninvited                                   | Larry Shaw                              | Sharon Lawrence, Beau Bridges, Emily Bridges                        | Statele Unite ale Americii                 | [ 21 ]          |
| Vampirella                                      | Jim Wynorski                            | Talisa Soto, Roger Daltrey, Tom Deters                              | Statele Unite ale Americii                 | [ 22 ]          |
| Witchcraft 8: Salem's Ghost                     | Joseph John Barmettler                  | Kim Kopf, Jack Valan, David Jean Thomas                             | Statele Unite ale Americii                 | [ 23 ]          |
| Witchcraft IX: Bitter Flesh                     | Michael Paul Girard                     | Alyssa Lobit, Mikul Robins, Christian Malmin                        | Statele Unite ale Americii                 | [ 24 ]          |